# Cratere Cather
Cather  è un cratere sulla superficie di Venere. Deve il suo nome alla scrittrice statunitense Willa Cather.